# Винный камень

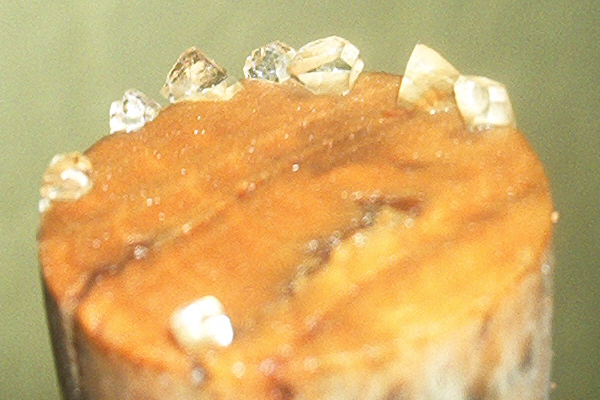
Винный камень на старой пробке.

Ви́нный ка́мень — кристаллический осадок, выпадающий при производстве вина спиртовым брожением, его выдержке и обработке. Выпадение осадка происходит при понижении температуры или сотрясении, когда концентрация винного камня становится выше точки насыщения. По этой причине вино до розлива держат при низкой температуре. Винный камень является сырьём для производства винной кислоты. Область применения — хлебопечение, гальваника (лужение), протрава при окраске тканей.
Винный камень является основным компонентом пекарского порошка (бакпульвера), так как при соединении с любой жидкостью, замешанной в тесте ( вода,  молоко, соки и пр.) превращается в раствор винной кислоты, что провоцирует всхожесть теста.

## Химический состав
Винный камень представляет собой смесь выпадающих одновременно солей:
- Гидротартрат калия — KC4H5O6 кислая калиевая соль винной кислоты (пищевая добавка E336ii).
- Тартрат калия — K2C4H4O6 средняя (нормальная) соль винной кислоты, тоже является пищевой добавкой E336i.

Винный камень часто путают с каждым из этих соединений, что в принципе обосновано с практической точки зрения, так как области применения этих веществ практически совпадают.

## Синонимы, употребляемые в литературе
Винный камень можно встретить в литературе под следующими названиями:
- Кремор тартари
- Cream of tartar (встречается в переводах иностранных кулинарных рецептов)
- Битартрат калия (соли винной кислоты — тартраты)
- Крем тартар
- Кремортартар
- Виннокислый калий